# قصر المرابطين
قصر المرابطين هو قصر (قرية محصنة) في تونس، يقع في ولاية تطاوين.

## موقع
يقع القصر على نتوء صخري. يوجد بالقرب من ضريح سيدي عبد الله ذويب، وبجانبه ايضا حصن (قلعة) و مسجد.

## تاريخ
يقدر عبد الصمد زايد أن الموقع عمره بين 700 و 800 سنة، في حين أن الأجزاء الأحدث تعود إلى حوالي عام 1800 حسب كمال العروسي.
في 10 يناير 2020، اقترح الحكومة التونسية الموقع لتسجيله مستقبلاً على قائمة التراث العالمي لليونسكو.

## تركيبة المبنى
يضم القصر 180 غرفة موزعة في الغالب على ثلاث إلى أربع طوابق، في حين ذكر زايد في عام 1992 أن القصر كان يحتوي على خمسة طوابق.
يُوجد هناك سلالم خارجية للوصول إلى الطوابق، بالإضافة إلى خطافات خشبية تُستخدم لرفع البضائع إلى الغرف.
تم ترميم المجمع في عام 2008 من قبل المعهد الوطني للتراث.

## فهرس
- Hédi Ben Ouezdou (2001). Découvrir la Tunisie du Sud, de Matmata à Tataouine (بالفرنسية). Tunis: Hédi Ben Ouezdou. p. 78. ISBN:978-9-973-31853-4..
- André Louis (1975). Tunisie du sud (بالفرنسية). Paris: Éditions du Centre national de la recherche scientifique. p. 370. ISBN:978-2-222-01642-7..
- Herbert Popp; Abdelfettah Kassah (2010). Les ksour du Sud tunisien (بالفرنسية). Bayreuth: Naturwissenschaftliche Gesellschaft Bayreuth. p. 400. ISBN:978-3-939-14604-9..